# Vigilio Covi
Vigilio Covi (Trento, 16 ottobre 1846 – Varese, 2 maggio 1925) è stato un ingegnere e patriota italiano.

## Biografia
Vigilio Francesco Covi, figlio di Francesco e Domenica Detassis, nacque a Trento il 16 ottobre 1846. Studente universitario presso la facoltà di ingegneria di Milano, nel maggio del 1866, nell'imminenza dello scoppio della terza guerra di indipendenza contro l'Austria, si arruolò nel Corpo Volontari Italiani di Garibaldi e fu incorporato nel 2º Reggimento Volontari Italiani e precisamente nella 2ª compagnia del capitano Tommaso Marani di Adria. Anche il fratello Benedetto, pure residente a Milano, si ingaggiò nelle truppe garibaldine.
Partecipò con coraggio e abilità alla battaglia di Ponte Caffaro del 25 giugno, alle operazioni in Val Vestino (1866) e nuovamente alla battaglia di Pieve di Ledro del 18 luglio, ove fu ferito alla gamba in un intrepido assalto. Ricoverato presso l'Ospedale militare di Brescia, a fine agosto fece rientro, con il fratello Benedetto, a Milano.
Al termine della guerra fu decorato di una medaglia d'argento al valor militare perché nella battaglia di Ponte Caffaro fu tra i “distinti che con maggior slancio si spinse innanzi nel fatto d'armi”.
A Milano frequentò i fuoriusciti trentini, tra questi strinse amicizia con Emilio Zancan e Ergisto Bezzi.